# Natalie Venetia Belcon
Natalie Venetia Belcon (6 aprile 1969) è un'attrice trinidadiana naturalizzata statunitense.

## Biografia
Dopo gli studi alla Carnegie Mellon University, si unì a una tournée statunitense di Once on This Island; quando il tour si concluse a Los Angeles, decise di rimanere in città e fece alcune apparizioni televisive in alcune delle più popolari sitcom degli anni novanta, come I Robinson, Melrose Place e Willy, il principe di Bel-Air.
ha esordito a Broadway nel 2001 interpretando Joanne nel musical Rent a cui è seguito il ruolo di Gary Coleman nella prima di Avenue Q nell'Off-Broadway e poi a Broadway. Successivamente è ritornata a Braodway nel 2014 e nel 2016 per interpretare la bibliotecaria Phelps in Matilda the Musical, mentre nel 2025 ha vinto il Tony Award alla miglior attrice non protagonista in un musical per la sua interpretazione nel ruolo di Omara Portuondo in Buena Vista Social Club, che le è valsa anche candidature al Drama Desk Award e al Drama League Award alla miglior performance.

## Filmografia parziale

### Cinema
- Scacco al re nero (Sugar Hill), regia di Leon Ichaso (1993)
- Appuntamento a Brooklyn (Woo), regia di Daisy von Scherler Mayer (1998)

### Televisione
- I Robinson (The Robinsons) - serie TV, episodio 8x13 (1991)
- Melrose Place - serie TV, episodio 1x2 (1992)
- Willy, il principe di Bel-Air (The Fresh Prince of Bel-Air) - serie TV, episodio 4x5 (1993)
- Beverly Hills 90210 - serie TV, 4 episodi (1994-1995)
- Un detective in corsia (Diagnosis: Murder) - serie TV, episodi 3x5 e 3x6 (1996)
- Spin City - serie TV, episodi 2x16 e 2x18 (1998)
- Great Performances - serie TV, episodio 28x14 (2000)
- Damages - serie TV, episodi 1x1 e 1x5 (2007)

## Doppiatrici italiane
Nelle versioni in italiano delle opere in cui ha recitato, Natalie Venetia Belcon è stato doppiato da:
- Domitilla D'Amico in Johnny e i folletti